# سيرجيو روبيني
سيرجيو روبيني (بالإيطالية: Sergio Rubini)‏ هو كاتب سيناريو ومخرج وممثل إيطالي، ولد في 21 ديسمبر 1959 في إيطاليا.

## أعمال

### أفلام
- (1999) السيد ريبلي الموهوب[3][4]
- (2000) ميركا
- (2004) آلام المسيح[5][6][7]
- (2012) إلى روما مع الحب[8]

## وصلات خارجية
- سيرجيو روبيني على موقع IMDb (الإنجليزية)
- سيرجيو روبيني على موقع ألو سيني (الفرنسية)
- سيرجيو روبيني على موقع أول موفي (الإنجليزية)
- سيرجيو روبيني على موقع قاعدة بيانات الأفلام السويدية (السويدية)
- سيرجيو روبيني على موقع إن إن دي بي (الإنجليزية)
- سيرجيو روبيني على موقع قاعدة بيانات الفيلم (الإنجليزية)
- سيرجيو روبيني على موقع كينوبويسك (الروسية)